# چشم‌انداز بعد از نبرد
چشم‌انداز بعد از نبرد (لهستانی: Krajobraz po bitwie) یک فیلم جنگی به کارگردانی آندری وایدا است که در سال ۱۹۷۰ منتشر شد.

## بازیگران
- دانیل اولبریخسکی
- الکساندر باردینی
- استانیسواوا تسلینسکا
- تادئوش یانچار
- زیگمونت مالانوویچ
- آنا گرمان
- ماوگوژاتا براونک
- لاشک دراگوش
- استفان فریدمان
- یوزف پیراتسکی
- میه‌چیسواف استور
- آگنیشکا پرپچکو